# 丘漢平
丘漢平（1904年—1990年），字知行，緬甸華人，原籍福建海澄，生于缅甸仰光。中国法学家。

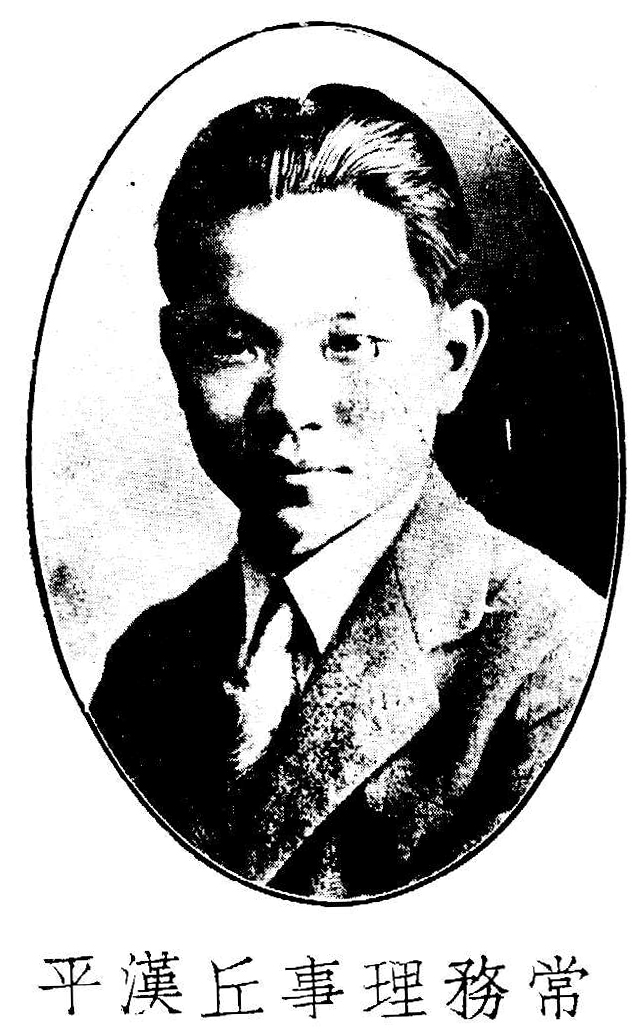

## 生平
1924年，毕业于暨南大学商科，入吴淞中国公学商学院，1925年，毕业后入东吴大学法学院，1927年毕业后回仰光。1928年留学美国，入喬治华盛顿大学，1929年获法学博士学位。

## 工作經歷
1931年，担任暨南大学、东吴大学 (苏州)、中国公学、交通大学商事法教授。并先后创办华侨中学、侨光中学、华海中学等。
1939年，任福建省政府委员兼省银行总经理。
1945年，任福建省政府财政厅厅长。后任国民政府交通部直辖驿运管理处处长，并参与创办福建大学，后兼任校长。
1948年任第一屆立法委員（福建四區），之后随中華民國政府迁台。
1951年任東吳大學正式在台復校之前身東吳補習學校校長。

## 家族
長子：丘宏仁，就讀台大時涉入內亂罪，審判時為其擔保假釋的姨母撤回擔保，於法官裁定羈押時跳樓自殺，其家人認為此為政治力介入所導致的案件。
次子：丘宏義，國際知名天文學家。
幼子：丘宏達，國際知名國際法學家。